# Luca Di Fulvio
Luca Di Fulvio (13. května 1957 Řím – 31. května 2023 Řím) byl italský spisovatel, který byl známý také pod pseudonymem Duke J. Blanco.

## Biografie
Vystudoval dramaturgii na Accademia Nazionale d’Arte Drammatica Silvio D’Amico v Římě pod Andreou Camilleri. Poté byl půl roku členem The Living Theatre, kde mohl pracovat se známými osobnostmi jako je například Paola Bourbonů, Sergio Graziani, Mario Maranzana, Andrzej Wajda a Julian Beck. V rámci své kariéry založil divadelní společnost La Festa Mobile. Napsal divadelní adaptaci Thomase Manna Tonio Kröger, poté spolupracoval v několika vydavatelstvích jako redakční poradce. 
V 90. letech 20. století se rozhodl vydávat své vlastní romány, které byly vydávány v 16 zemích světa, avšak popularitu si získaly zejména v Itálii a také v Německu. Jeho nejznámějším dílem, které bylo přeloženo do několika světových jazyků je Dívka, která se dotkla nebe.
Luca Di Fulvio zemřel 31. května 2023 v důsledku onemocnění ALS.

## Knižní tvorba
Je autorem dvou světových bestsellerů. První z nich byl publikován v roce 2014, jedná se o historický román s názvem Dívka, která se dotkla nebe. Kniha je nabita emocemi a hlavně krásnými příběhy. Druhý byl publikován v roce 2015 s názvem Chlapec, který rozdával sny. V tomto románu Luca di Fulvio píše o mladé matce s malým synem, kteří přijíždějí do Ameriky, aby si splnili svůj sen o lepším životě a zaměřuje se nejen na násilí na ženách, ale také zpracovává životy imigrantů v New Yorku v roce 1920. V roce 2016 bylo vydáno v českém překladu další z jeho děl, a to Dítě, které v noci našlo slunce.

## Dílo

### V českém překladu
- Chlapec, který rozdával sny (orig. La gang dei sogni, 2008) – 1. vyd.: Knižní klub, 2015. Překlad: Marta Bárová
- Dívka, která se dotkla nebe (orig. La ragazza che toccava il cielo, 2013) – 1. vyd.: Knižní klub, 2014. Překlad: Marta Bárová
- Dítě, které v noci našlo slunce (orig. Il Sole Di Notte, 2015) – 1. vyd.: Knižní klub, 2016. Překlad: Rudolf Řežábek
- Sen, který se naplnil (orig. Quando la vita trovó i nostri sogni, 2018) – 1. vyd.: Ikar, 2019. Překlad: Marta Bártová
- Všechny touhy vedou do Říma (orig. La ballata della Città Eterna, 2021) – 1. vyd.: Ikar, 2021. Překlad: Marta Bártová
- Skrytý ráj (orig. Il paradiso nascoto, 2022) – 1. vyd.: Ikar, 2024. Překlad: Marta Bárová

### Do češtiny nepřeložené knihy
- Zelter (1996)
- L’impagliatore (2000)
- Dover beach (2002, Mondolibri)
- I misteri dell'Altro Mare (Pod pseudonymem Duke J. Blanco, 2002)
- La scala di Dioniso (2006)
- Il grande scomunicato (2011, Bompiani)
- Kosher mafia (2011)